# アルキア・イスラエル航空
アルキア・イスラエル航空 (ヘブライ語: ארקיע, アラビア語: خطوط أركيا)とは、イスラエルの航空会社である。「アルキア」と呼ばれることもある。本社はイスラエル・テルアビブのスデ・ドブ空港内にある。イスラエルではエル・アル航空に次いで2番目に大きい航空会社である。国内線・国際線の定期便と、西ヨーロッパへのチャーター便を運航している。

## 沿革
アルキア・イスラエル航空は、エイラートとテルアビブを結ぶローカル航空会社イスラエル国内航空（Israel Inland Airlines）として1949年に設立され、デ・ハビランド DH.89およびダグラス DC-3を使用して1950年に運航を開始した。

## 就航路線
16カ国25都市に就航している。
イスラエル国内
- テルアビブ(ベン・グリオン国際空港、スデ・ドブ空港)、エイラート (エイラート空港、オブダ国際空港)、ハイファ（ハイファ空港）

ヨーロッパ
- アムステルダム(アムステルダム・スキポール空港)、バルセロナ(バルセロナ＝エル・プラット空港)、ラルナカ(ラルナカ国際空港)、ミュンヘン(ミュンヘン国際空港)、パリ(パリ＝シャルル・ド・ゴール空港)、ローマ(フィウミチーノ空港)

アジア
- バンコク(スワンナプーム空港)、ハノイ(ノイバイ国際空港)

ブリュッセル航空とコードシェアを行っている。

## 主な機材
2021年8月現在、以下の機材を保有している。座席は全てエコノミークラスのみである。

### 過去運航していた機材
- ボーイング737-200
- ボーイング757-200
- ボーイングB757-300
- カーチス C-46 コマンドー
- デ・ハビランド・カナダ DHC-7
- ダグラス DC-3
- ハンドレページ ダートヘラルド
- ビッカース バイカウント
- Embraer 190LR
- ATR 72-500